# Sant Miquel de Castellar
Sant Miquel de Castellar és una obra del municipi d'Aguilar de Segarra (Bages) inclosa en l'Inventari del Patrimoni Arquitectònic de Catalunya.

## Descripció
Església d'una sola nau rectangular amb capelles laterals, construïda a finals del segle xviii, sobre la primitiva església romànica dels segles xi i xii. De l'església primitiva només es conserven les parets de la nau, la coberta i una part del campanar, de torre quadrada ornada amb arcuacions llombardes en els quatre costats.

## Història
Existeix un document del segle x, encara que una mica dubtós, que anomena el castell de Castellar. La primera notícia fiable, però de Castellar, apareix en el testament de Seguí i el seu fill de l'any 1022 on s'explica que Castellar termeneja amb Seguers i Puigfarners.
D'aquesta església en depenia com a sufragània les de Sant Julià de Puigfarners, Sant Pere i Sant Feliu de Seguers (actualment del municipi dels Prats de Rei) i la de la Mare de Déu de les Coromines.